# John Macon Thome
John Macon Thome, ameriško-argentinski astronom *  22. avgust 1843, Palmyra, Pensilvanija, ZDA,  † 27. september 1908, Córdoba, Argentina.
Deloval je na Argentinskem nacionalnem observatoriju (danes Observatorio Astronómico de Córdoba) kot višji asistent  predstojnika Benjamina Apthorpa Goulda (1824–1896). V letu 1885 je tudi sam postal predstojnik observatorija. Po njegovi zamisli so leta 1892 pričeli prevajati zvezdni katalog. Njegovega izida Thome ni dočakal. 
Na observatoriju ga je nasledil Charles Dillon Perrine (1867–1951).